# David Smith (scultore)
David Smith (Decatur, 9 marzo 1906 – South Shaftsbury, 23 maggio 1965) è stato uno scultore statunitense.

## Biografia
Apprendista nelle officine Studebaker nel 1925 e studente all'Art students league dal 1926 al 1932, subì l'influsso dello scultore svizzero Alberto Giacometti durante un viaggio in Europa. Il suo stile è costituito appunto da figure metalliche stilizzate dense di significato.